# Michael Lee (musicista)
Michael Lee pseudonimo di Michael Gary Pearson (Darlington, 19 novembre 1969 – 24 novembre 2008) è stato un batterista britannico che raggiunse il punto più alto della sua carriera collaborando per registrazioni e performace live  con gli ex membri dei Led Zeppelin Robert Plant e Jimmy Page.

## Biografia
Ha iniziato la sua carriera professionale come batterista con i Little Angels; Lee fu in seguito licenziato dai Little Angels durante il loro tour Young Gods, dopo essere stato ingaggiato dalla band The Cult. Entrato nel nuovo gruppo, suonò nell'intero tour mondiale organizzato per la promozione dell'album Ceremony nel 1991 e 1992.
Terminata la collaborazione con The Cult, lavorò con diverse altre formazioni, tra cui Echo & the Bunnymen, Holosade, Alaska, Sweet Janes e Thin Lizzy.
Michael Lee ottenne la massima visibilità grazie al lavoro con il frontman dei Led Zeppelin Robert Plant, suonando nei due brani Memory Song (Hello Hello Hello) e Network News contenuti nell'album Fate of Nations del 1993 e nel tour successivo alle registrazioni. Grazie al risultato del suo lavoro sul materiale solista di Plant, Lee fu invitato a continuare questa collaborazione quando Plant si ricongiunse con Jimmy Page per il loro progetto discografico No Quarter: Jimmy Page and Robert Plant Unledded, diventando il batterista della loro band in studio e in un tour mondiale.
In Walking into Clarksdale, un album di inediti registrato da Plant e Jimmy Page, Lee è accreditato come coautore di tutti i brani. Il singolo Most High ha vinto il Grammy Award nella categoria "Migliore canzone hard rock" nel 1999.
Lee suonò anche in tour con il chitarrista canadese Jeff Martin, dopo essere stato il batterista del suo album Exile and the Kingdom. Si esibì inoltre con i fondatori di The Cult Billy Duffy e Ian Astbury nel loro "Ceremony Tour". Ha anche collaborato all'album del 2006 di Ian Gillan, Gillan's Inn.
È morto il 24 novembre 2008 a 39 anni a causa di una crisi epilettica. È stato trovato morto nel suo appartamento e il suo funerale ha avuto luogo nella sua città natale di Darlington la settimana successiva.